# Jochen Richter (Wissenschaftshistoriker)
Jochen Richter (* 1934 in Spremberg; † 2011) war ein deutscher Wissenschaftshistoriker.

## Leben
Er studierte Philosophie und Biologie an der Humboldt-Universität zu Berlin. Von 1970 bis zur Schließung des Instituts 1991 war er wissenschaftlicher Mitarbeiter des Bereichs Wissenschaftsgeschichte am Institut für Theorie, Geschichte und Organisation der Wissenschaft an der (seit 1972) Akademie der Wissenschaften der DDR, wo er 1977 zum Dr. phil. promovierte.

## Schriften (Auswahl)
- mit Ruth Lindigkeit und Peter Langen (Hrsg.): Biochemistry of Ribosomes and Messenger-RNA. Berlin 1968.
- Wissenschaftstheoretische Studien zur Geschichte der Neuropsychologie und Psychophysiologie. Berlin 1977.
- mit Hubert Laitko (Hrsg.): Die Berliner Medizin zwischen 1870 und 1930 als Ausgangspunkt weiterführender medizintheoretischer Entwicklungen. Berlin 1982.
- mit Regine Zott (Hrsg.): Zur Geschichte der Psychologie an der Berliner Universität. Berlin 1985.
- (Hrsg.): Friedrich Althoff (1839–1908). Berlin 1990.
- Karl Wilmanns: Lues, Lamas, Leninisten. Tagebuch einer Reise durch Rußland in die Burjatische Republik – Mit einer medizinhistorischen Einführung von Susan Gross Solomon und einem Dokumentenanhang hrsg. v. Jochen Richter. Pfaffenweiler 1995.
- mit Susan Gross Solomon (Hrsg.): Ludwig Aschoff: Vergleichende Völkerpathologie oder Rassenpathologie? Tagebuch einer Reise durch Rußland und Transkaukasien. Pfaffenweiler 1998.
- Rasse, Elite, Pathos. Eine Chronik zur medizinischen Biographie Lenins und zur Geschichte der Elitegehirnforschung in Dokumenten. Herbolzheim 2000